# Genaro Hernández
Pour les articles homonymes, voir Hernández.
Genaro Hernández est un boxeur mexicano-américain né le 10 mai 1966 à Los Angeles et mort le 7 juin 2011 à Mission Viejo.

## Carrière
Hernández devient champion du monde poids super-plumes WBA le 22 novembre 1984 en battant par KO à la 9e reprise Daniel Londas. Il laisse son titre WBA vacant en avril 1995 pour affronter Oscar de la Hoya, ceinture WBO des poids légers en jeu, mais s’inclinera à la 6e reprise le 9 septembre 1995. Il est ensuite champion du monde poids super-plumes WBC le 22 mars 1997 en battant aux points Azumah Nelson. Genaro met un terme à sa carrière en 1998 après sa défaite contre Floyd Mayweather Jr. lors de la 4e défense de son titre.